# 四氯合铝酸五铋
四氯合铝酸五铋是一种无机化合物，化学式为Bi5(AlCl4)3。它可由金属铋、氯化铋和氯化铝共熔反应制得：
4 Bi + BiCl3 + 3 AlCl3 → Bi5(AlCl4)3
它也可由相同的反应物在[BMIM]Cl/AlCl3（BMIM+=1-正丁基-3-甲基咪唑鎓）离子液体中于室温反应得到。
它也是氯化铝和硫化铋在[BMIM]Cl/AlCl3中反应的副产物。